# Thierry Cailleteau
Pour les articles homonymes, voir Cailleteau.
Thierry Cailleteau, né le 6 septembre 1959 à Suresnes et mort le 23 février 2023 à Quevillon, est un scénariste de bande dessinée français.

## Biographie
Thierry Cailleteau a fait son lycée et ses premières œuvres en bande dessinée en compagnie d'Olivier Vatine, qu'il rencontre à l'âge de 16 ans. Ils collaborent sur un grand nombre de séries, en commençant par Les aventures de Fred et Bob en 1986-87 puis tous deux lancent Aquablue, décrite comme « une série d'action au propos écologique engagé, transposant le colonialisme occidental à l'échelle intergalactique ». Sur 16 volumes (parus entre 1988 et 2017), Cailleteau en scénarise 11, plus deux hors-série. Un désaccord au niveau de l'évolution de la série Aquablue provoque une dispute et une rupture de travail de plus de six ans. À partir du volume cinq de la série, Projet Atalanta, le dessin est assuré par Ciro Tota (1998) jusqu'au volume 9, Le Totem des Cynos  (2002). À la fin des années 1980, Tota et le scénariste commencent Fuzz et Fizzby dans le registre de l'heroic fantasy ; cette collaboration donne lieu à trois albums, publiés entre 1990 et 1993.
Avec un dessin de Denis Bajram, Cailleteau publie deux volumes de Cryozone, diptyque de science-fiction, entre 1996 et 1998.
À la suite de Jean Van Hamme, Cailleteau reprend la série Wayne Shelton, thriller policier, pour co-scénariser d'abord le tome trois, Le Contrat (2003). Il assure seul l'écriture des volumes quatre à huit, sur un dessin de Christian Denayer : Le Survivant (2004), La vengeance (2006),, L'otage (2007), La Lance de Longinus (2008) et La nuit des aigles (2009).
En 2018, Cailleteau signe Habana 2150, T. 01, avec un dessin d'Héloret.
Il a occupé pendant quelques années les fonctions de directeur éditorial chez Vents d'Ouest.

## Publications
Sauf indication contraire, Thierry Cailleteau est scénariste
- 100% Pur Zing (Éditions de La Sirène), dessins Jean Barbaud
- Anachron (Vents d'Ouest), dessins Joël Jurion ; couleurs Aifelle, Sandrine Cailleteau, Sandrine Saint-Jore
- Aquablue (Delcourt, collection Conquistador), dessins Olivier Vatine, Ciro Tota ; couleurs Thierry Cailleteau, Isabelle Rabarot, Sandrine Cailleteau, Christophe Araldi, Florence Breton, Sandrine Saint-Jore
- Les Aventures de Fred et Bob (Delcourt), dessins et couleurs Olivier Vatine
- La Blessure du khan (Zenda), dessins et couleurs Jacques Terpant
- Cryozone (Delcourt, collection Neopolis), dessins Denis Bajram ; couleurs Florence Breton, Nadine Thomas
- Fuzz et Fizzbi (Glénat), dessins Ciro Tota ; couleurs Jean-Jacques Chagnaud, Patrice Noël
- Gueules de zings (Vents d'Ouest), dessins Jean Barbaud[15]
- Habana 2150 (Vents d'Ouest), dessins Héloret
- Les Reportages de Sardine Barette (ADDIM), dessins Olivier Vatine ; couleurs Brigitte Findakly
- La Sphère du Nécromant (Delcourt, collection BD interactive), dessins Éric Larnoy
- Les Tribulations cosmiques de Stan Pulsar (Delcourt), dessins et couleurs Olivier Vatine
- Wayne Redlake (Delcourt, collection Conquistador), dessins Fabrice Lamy ; couleurs Isabelle Rabarot
- Wayne Shelton (Dargaud), dessins Christian Denayer, couleurs Bertrand Denoulet

Thierry Cailleteau a aussi scénarisé quelques jeux vidéo, parfois sans même en avoir été crédité.

## Prix
- 1989 : Alph-Art jeunesse au festival d'Angoulême pour Aquablue, t. 1 (avec Olivier Vatine)[16]